# Карвалью, Рафаэл
Рафаэ́л Карва́лью де Со́уза (порт.-браз. Rafael Carvalho de Souza; 27 июля 1986, Рио-де-Жанейро) — бразильский боец смешанного стиля, представитель средней весовой категории. Выступает на профессиональном уровне начиная с 2011 года, известен по участию в турнирах бойцовской организации Bellator MMA, владел титулом чемпиона Bellator в среднем весе.

## Биография
Рафаэл Карвалью родился 27 июля 1986 года в Рио-де-Жанейро.
Дебютировал в смешанных единоборствах на профессиональном уровне в декабре 2011 года, при этом дебют получился неудачным — в первом же раунде соперник успешно провёл на нём удушающий приём и заставил сдаться. Тем не менее, в дальнейшем Карвалью никому не проигрывал, дрался преимущественно на территории штата Парана в различных малоизвестных бразильских промоушенах, большинство поединков заканчивал досрочно техническим нокаутом. Первый по-настоящему серьёзный соперник достался ему в июле 2013 года на турнире Smash Fight в Куритибе — ветеран ММА Густаву Машаду продержался против него все три раунда, но в итоге все судьи единогласно отдали победу молодому бойцу. Также в этом бою он завоевал титул чемпиона в среднем весе. Позже одержал ещё две победы в Бразилии.
Имея в послужном списке девять побед и только лишь одно поражение, в 2014 году Рафаэл Карвалью привлёк к себе внимание крупной американской бойцовской организации Bellator MMA и начал выступать под её эгидой в США. Изначально в качестве соперника ему дали такого же новичка организации Энтони Руиса, но после того как травмировался Бретт Купер, его поставили в соглавное событие вечера против опытного Брайана Роджерса. Карвалью считался явным андердогом в этом противостоянии, тем мне менее, он выглядел в клетке уверенно и победил техническим нокаутом уже в первом раунде. Затем в близком бою раздельным решением судей победил кикбоксера Джо Шиллинга и благодаря череде удачных выступлений в 2015 году удостоился права оспорить вакантный титул чемпиона Bellator в средней весовой категории. Другим претендентом на титул стал американец Брэндон Холси, ранее уже владевший этим чемпионским поясом, но лишённый его из-за проваленного взвешивания перед предыдущим боем. В итоге Карвалью нокаутировал Холси во втором раунде — по версии сайта MMAjunkie.com этот нокаут был признан лучшим нокаутом месяца в смешанных единоборствах.
Первую защиту полученного чемпионского пояса бразилец провёл в мае 2016 года, победив довольно спорным раздельным решением голландского кикбоксера Мелвина Манхуфа. Анонсер Bellator Джимми Смит назвал это судейское решение худшим из всех решений, какие он когда-либо видел; и пятеро из пяти независимых экспертов так же сочли победителем Манхуфа. В декабре того же года на турнире в Италии между ними должен был состояться матч-реванш, однако впоследствии Карвалью вынужден был отказаться от боя из-за травмы. Они всё же встретились повторно в апреле 2017 года, на сей раз Карвалью уверенно победил Манхуфа — одиночным ударом ногой в голову отправил Манхуфа в глубокий нокаут и вновь защитил свой чемпионский пояс.
В декабре 2017 года в третий раз защитил свой чемпионский пояс, выиграв нокаутом у итальянца Алессио Сакары.
Четвёртая защита титула состоялась в мае 2018 года — в первом же раунде Карвалью проиграл техническим нокаутом Гегарду Мусаси и лишился своего чемпионского пояса.

## Статистика в профессиональном ММА
| Боёв 21  | Побед 16 | Поражений 5 |
| -------- | -------- | ----------- |
| Нокаутом | 12       | 1           |
| Сдачей   | 0        | 2           |
| Решением | 4        | 2           |

| Результат | Рекорд | Соперник                     | Способ                 | Турнир                                          | Дата             | Раунд | Время | Место                          | Примечание                                                |
| --------- | ------ | ---------------------------- | ---------------------- | ----------------------------------------------- | ---------------- | ----- | ----- | ------------------------------ | --------------------------------------------------------- |
| Поражение | 16-5   | Алекс Полицци                | Единогласное решение   | Bellator 245                                    | 11 сентября 2020 | 3     | 5:00  | Анкасвилл, США                 |                                                           |
| Поражение | 16-4   | Вадим Немков                 | Сдача (удушение сзади) | Bellator 230                                    | 12 октября 2019  | 2     | 3:56  | Милан, Италия                  |                                                           |
| Победа    | 16-3   | Чиди Нджокуани               | Единогласное решение   | Bellator 224                                    | 12 июля 2019     | 3     | 5:00  | Такервилл, США                 | Бой в промежуточном весе 86,2 кг.                         |
| Поражение | 15-3   | Лиото Мачида                 | Раздельное решение     | Bellator 213                                    | 15 декабря 2018  | 3     | 5:00  | Гонолулу, США                  | Бой в промежуточном весе 84,6 кг; Карвалью не сделал вес. |
| Поражение | 15-2   | Гегард Мусаси                | TKO (удары руками)     | Bellator 200                                    | 25 мая 2018      | 1     | 3:35  | Лондон, Англия                 | Лишился титула чемпиона Bellator в среднем весе.          |
| Победа    | 15-1   | Алессио Сакара               | KO (удары)             | Bellator 190                                    | 9 декабря 2017   | 1     | 0:44  | Флоренция, Италия              | Защитил титул чемпиона Bellator в среднем весе.           |
| Победа    | 14-1   | Мелвин Манхуф                | KO (ногой в голову)    | Bellator 176                                    | 8 апреля 2017    | 4     | 3:15  | Турин, Италия                  | Защитил титул чемпиона Bellator в среднем весе.           |
| Победа    | 13-1   | Мелвин Манхуф                | Раздельное решение     | Bellator 155                                    | 20 мая 2016      | 5     | 5:00  | Бойсе, США                     | Защитил титул чемпиона Bellator в среднем весе.           |
| Победа    | 12-1   | Брэндон Холси                | TKO (ногой в корпус)   | Bellator 144                                    | 23 октября 2015  | 2     | 1:42  | Анкасвилл, США                 | Выиграл вакантный титул чемпиона Bellator в среднем весе. |
| Победа    | 11-1   | Джо Шиллинг                  | Раздельное решение     | Bellator 136                                    | 10 апреля 2015   | 3     | 5:00  | Ирвайн, США                    |                                                           |
| Победа    | 10-1   | Брайан Роджерс               | TKO (punches)          | Bellator 125                                    | 19 сентября 2014 | 1     | 3:06  | Фресно, США                    |                                                           |
| Победа    | 9-1    | Маури Роке                   | TKO (удары)            | Talent MMA Circuit 9: Sao Jose dos Pinhais 2014 | 10 мая 2014      | 1     | 2:47  | Сан-Жозе-дус-Пиньяйс, Бразилия |                                                           |
| Победа    | 8-1    | Сержиу Соуза                 | TKO (удары)            | Iron Fight Combat 4                             | 7 сентября 2013  | 3     | 2:15  | Сан-Жозе-дус-Пиньяйс, Бразилия |                                                           |
| Победа    | 7-1    | Густаву Машаду               | Единогласное решение   | Smash Fight 2                                   | 13 июля 2013     | 3     | 5:00  | Куритиба, Бразилия             | Выиграл титул чемпиона Smash Fight в среднем весе.        |
| Победа    | 6-1    | Фернанду Шерек               | TKO (удары руками)     | Adventure Fighters Tournament 4                 | 9 марта 2013     | 1     | 0:39  | Куритиба, Бразилия             |                                                           |
| Победа    | 5-1    | Кауэ Дудус                   | TKO (удары руками)     | Samurai FC 9: Water vs. Fire                    | 15 декабря 2012  | 2     | 3:48  | Куритиба, Бразилия             |                                                           |
| Победа    | 4-1    | Эдуарду Хименес              | TKO (удары руками)     | Empire Promotions: Empire FC                    | 20 октября 2012  | 1     | 0:55  | Куритиба, Бразилия             |                                                           |
| Победа    | 3-1    | Луис Кадо Симон              | TKO (удары руками)     | Forca Jovem Parana: Nocaute ao Crack 2          | 25 августа 2012  | 3     | N/A   | Куритиба, Бразилия             |                                                           |
| Победа    | 2-1    | Глаубер Валадарис            | TKO (удары руками)     | Predador FC 21                                  | 11 августа 2012  | 1     | 2:52  | Кампу-Гранди, Бразилия         |                                                           |
| Победа    | 1-1    | Флавиу Родригу Магун         | TKO (удары руками)     | Adrenaline Fight 4                              | 10 марта 2012    | 2     | 2:42  | Апукарана, Бразилия            |                                                           |
| Поражение | 0-1    | Жулиу Сезар Араужо Фернандес | Сдача (удушение)       | Samurai FC 6                                    | 17 декабря 2011  | 1     | N/A   | Куритиба, Бразилия             |                                                           |